# 塔皮奧拉

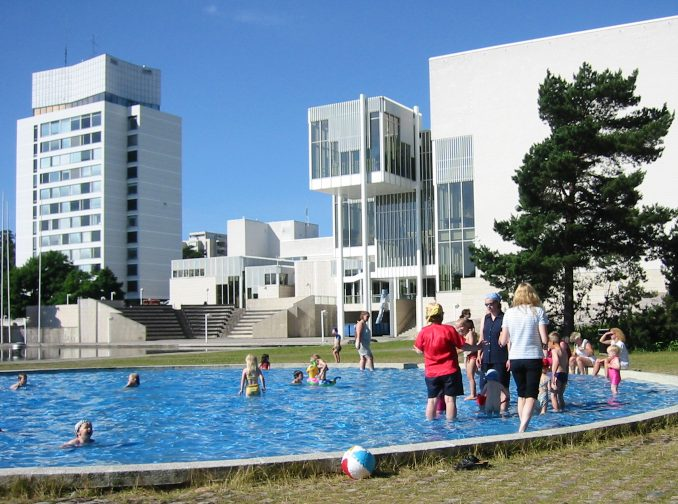
埃斯波文化中心（图中右面）

塔皮奥拉（芬蘭語：Tapiola）是芬兰埃斯波市的一个市区，为该市多个市中心之一。市区名字起源于芬兰神话里的森林之神塔皮奥，意为“塔皮奥的领地”。
塔皮奥拉大部分是在1950年代和1960年代开发建立的，并设计为一个花园城市。市区内座落有埃斯波文化中心、埃斯波现代艺术博物馆、埃斯波市立博物馆和埃斯波市立剧院。
芬兰国家文物局认为，塔皮奥拉是芬兰1960年代建筑理念的规模最大及意义最重要的例子。